# Hodișu, Cluj
Hodișu (în maghiară Hodosfalva) este un sat în comuna Poieni din județul Cluj, Transilvania, România.

## Atestare documentară
Localitatea Hodișu este menționată documentar în anul 1391, deși așezarea pare să fie mult mai veche, în asociere cu castrul roman de la Bologa. În 1391 este atestată documentar cu denumirea Hodus, iar în 1496 este consemnată în documente ca Hodos.

## Așezare geografică
Localitatea Hodișu este situată în partea vestică a comunei Poieni, pe cursul superior al Crișului Repede, la poalele sud-vestice ale Munților Meseș și la nord-est de Munții Vlădeasa.

## Toponimie
Cuvântul hód înseamnă castor (sau nutrie), iar toponimia ar putea desemna câmpia (sau pășunea) cu castori.

## Imagini

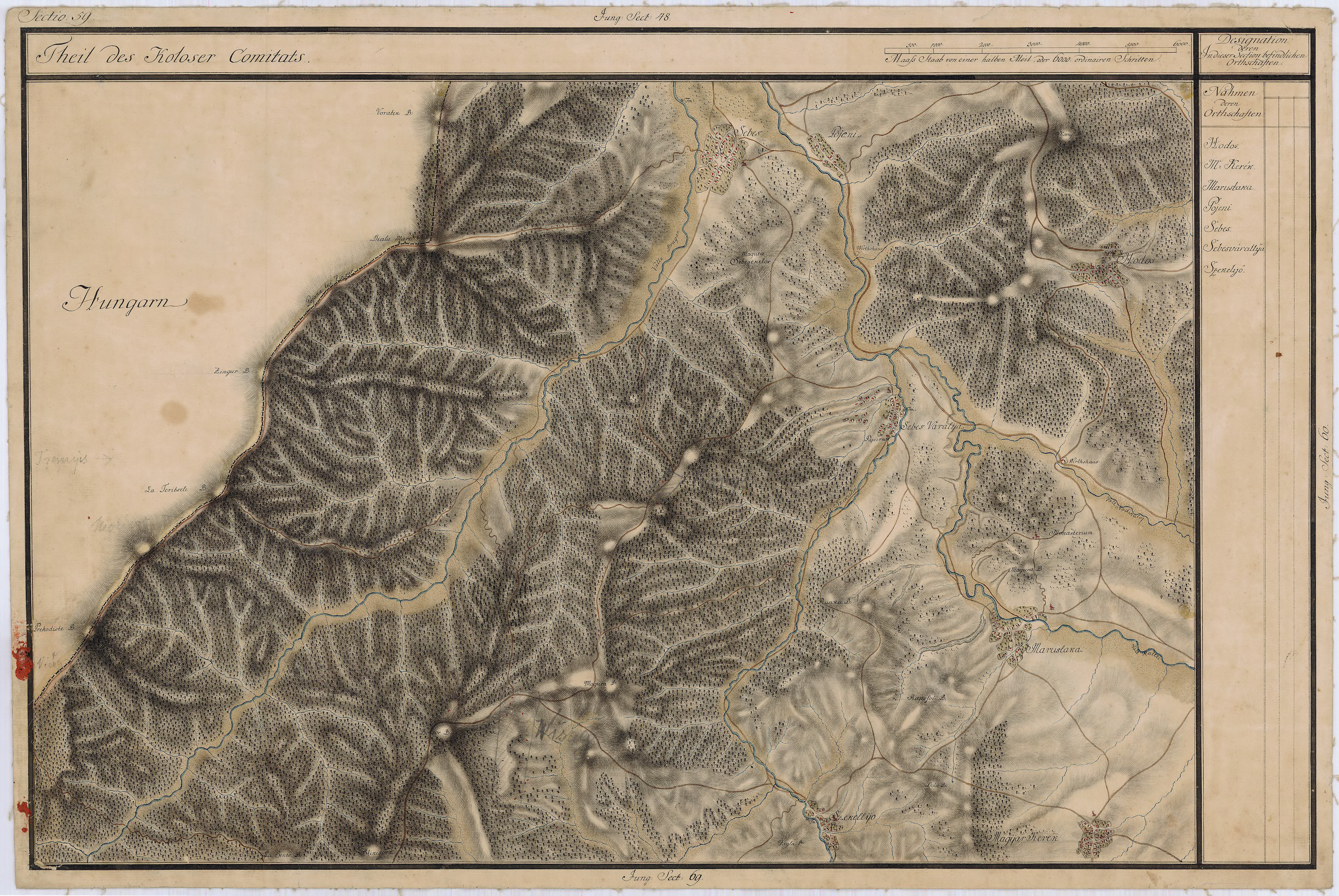
Hodişu pe Harta Iosefină a Transilvaniei, 1769-1773
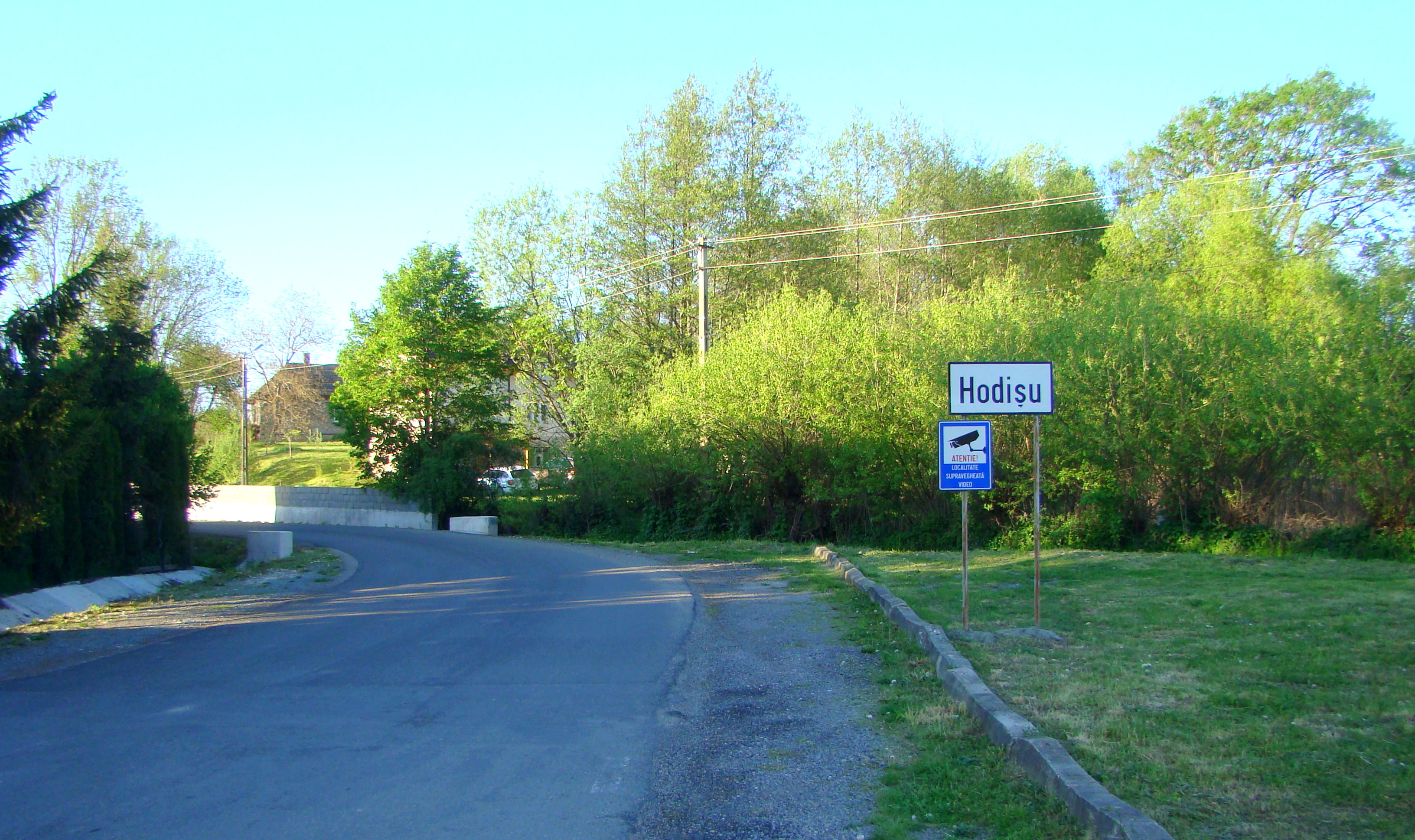
Intrarea în localitate
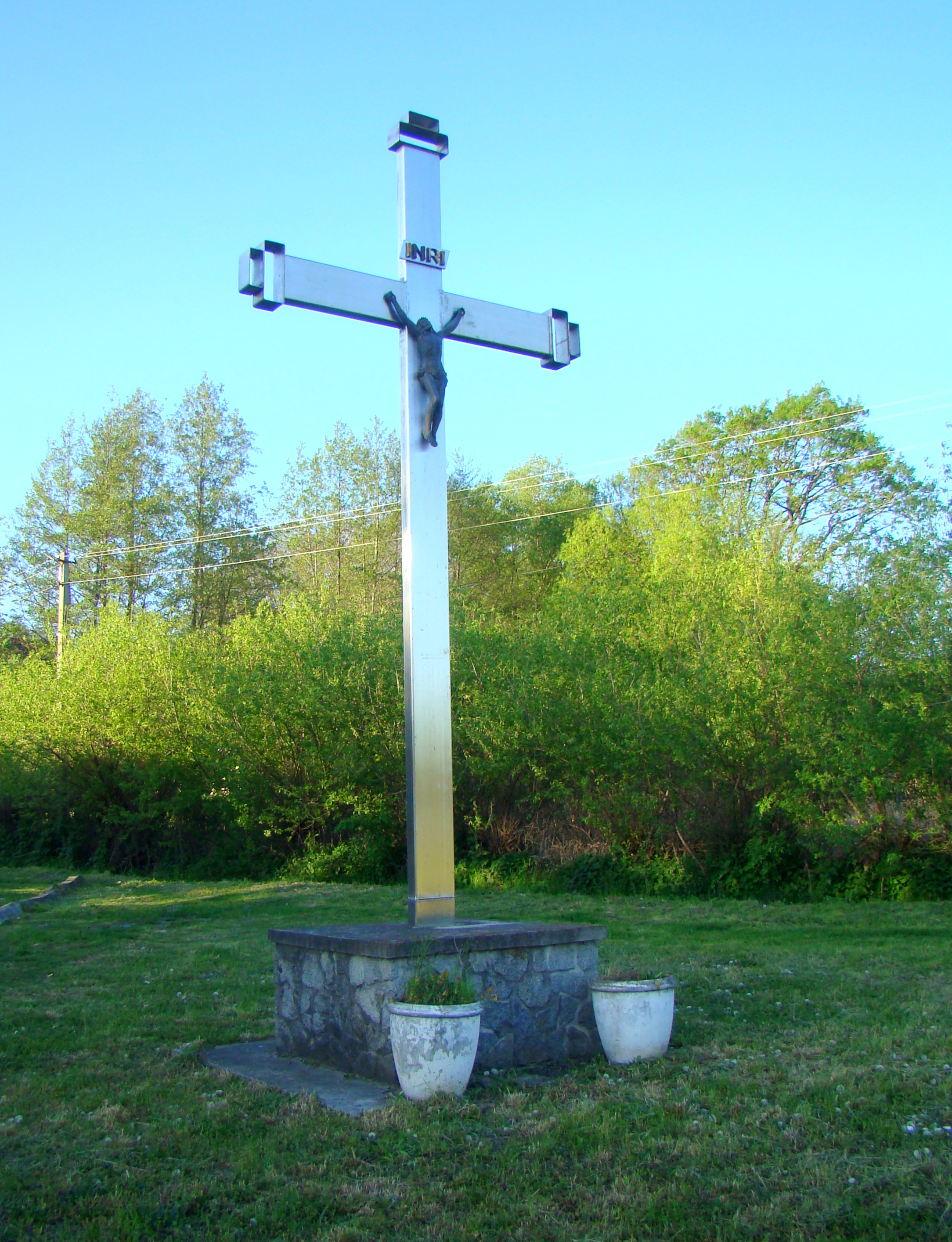
Crucea de la intrarea în sat
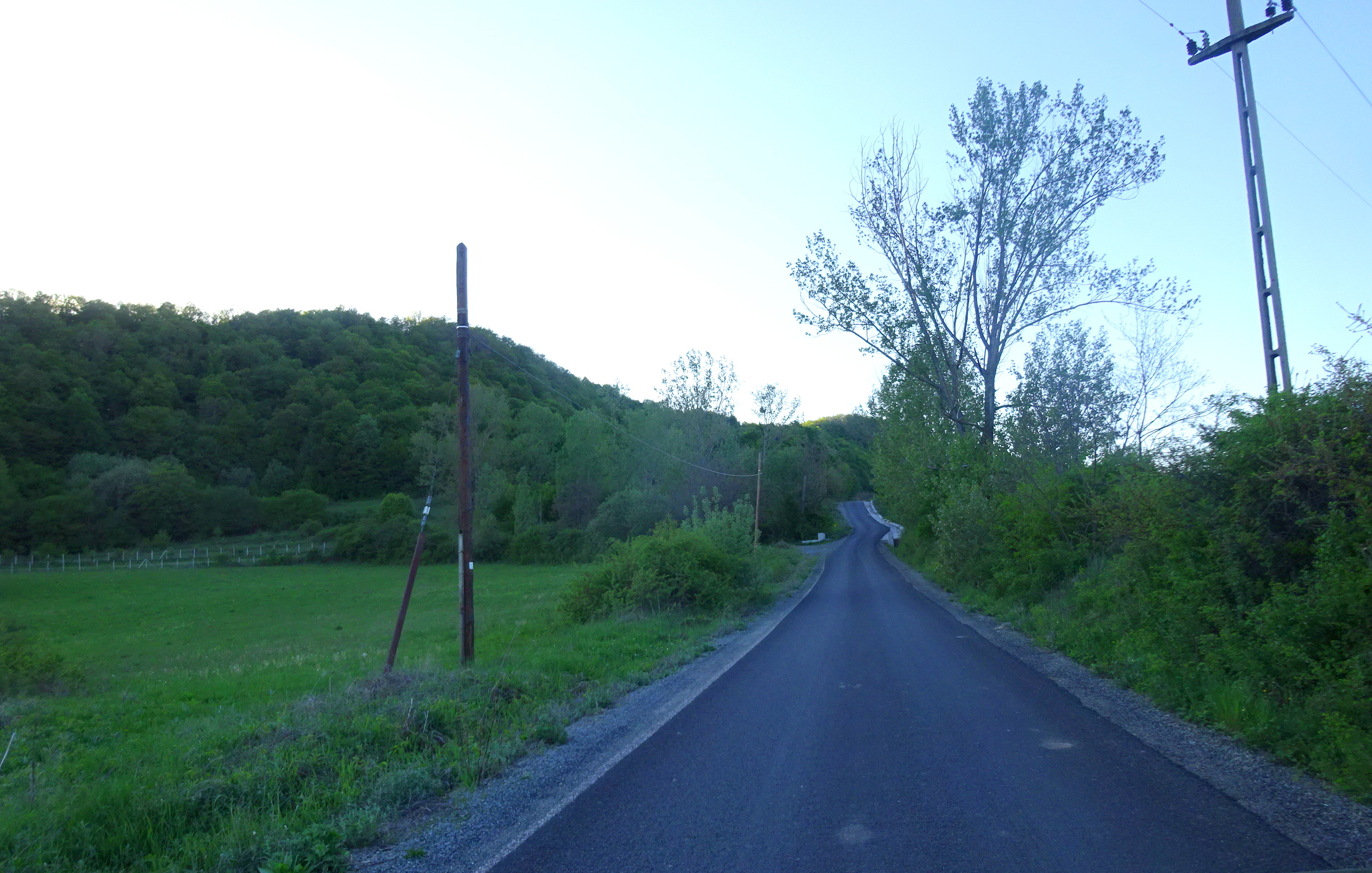
Drumul spre satul Hodișu
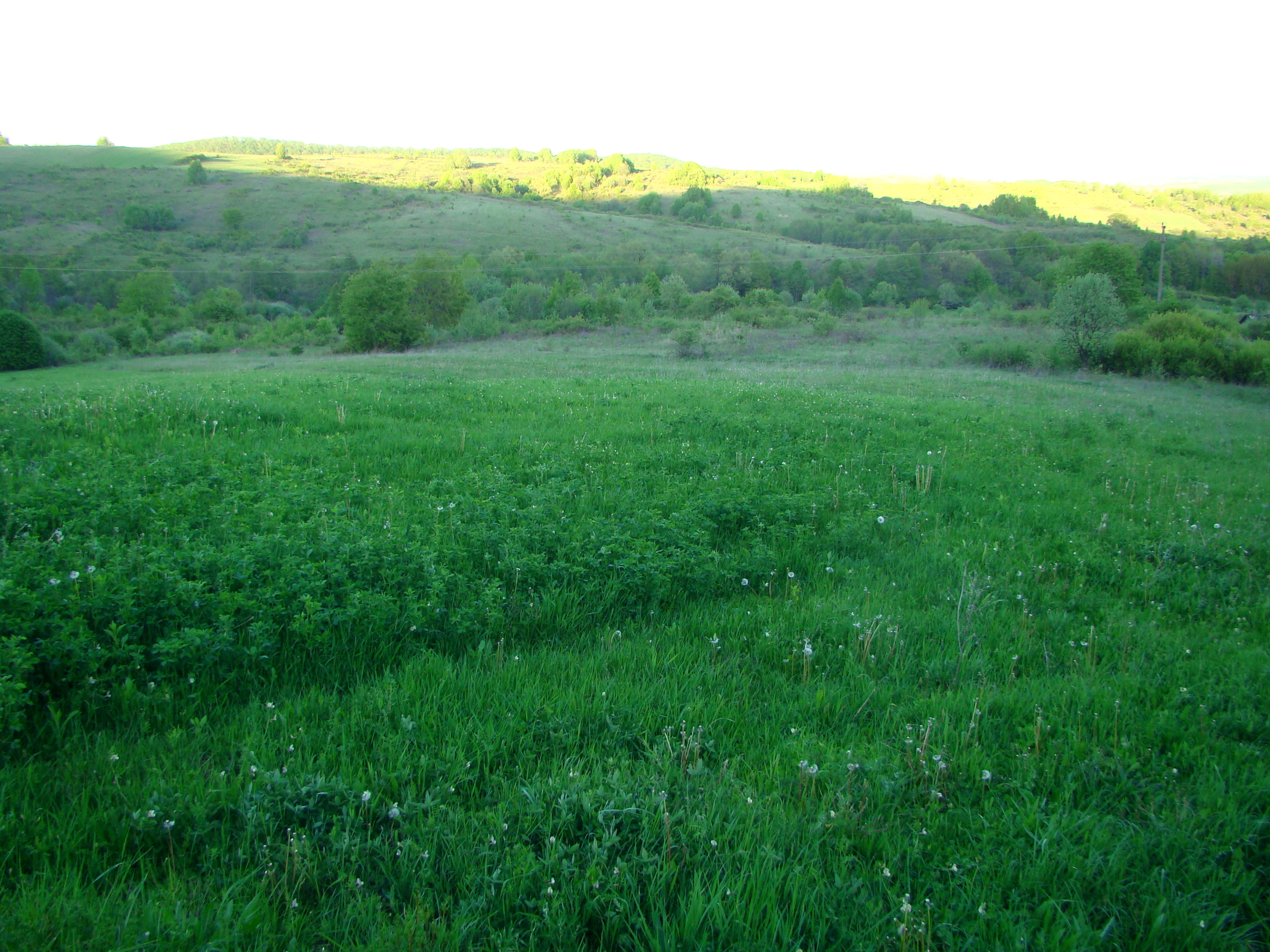
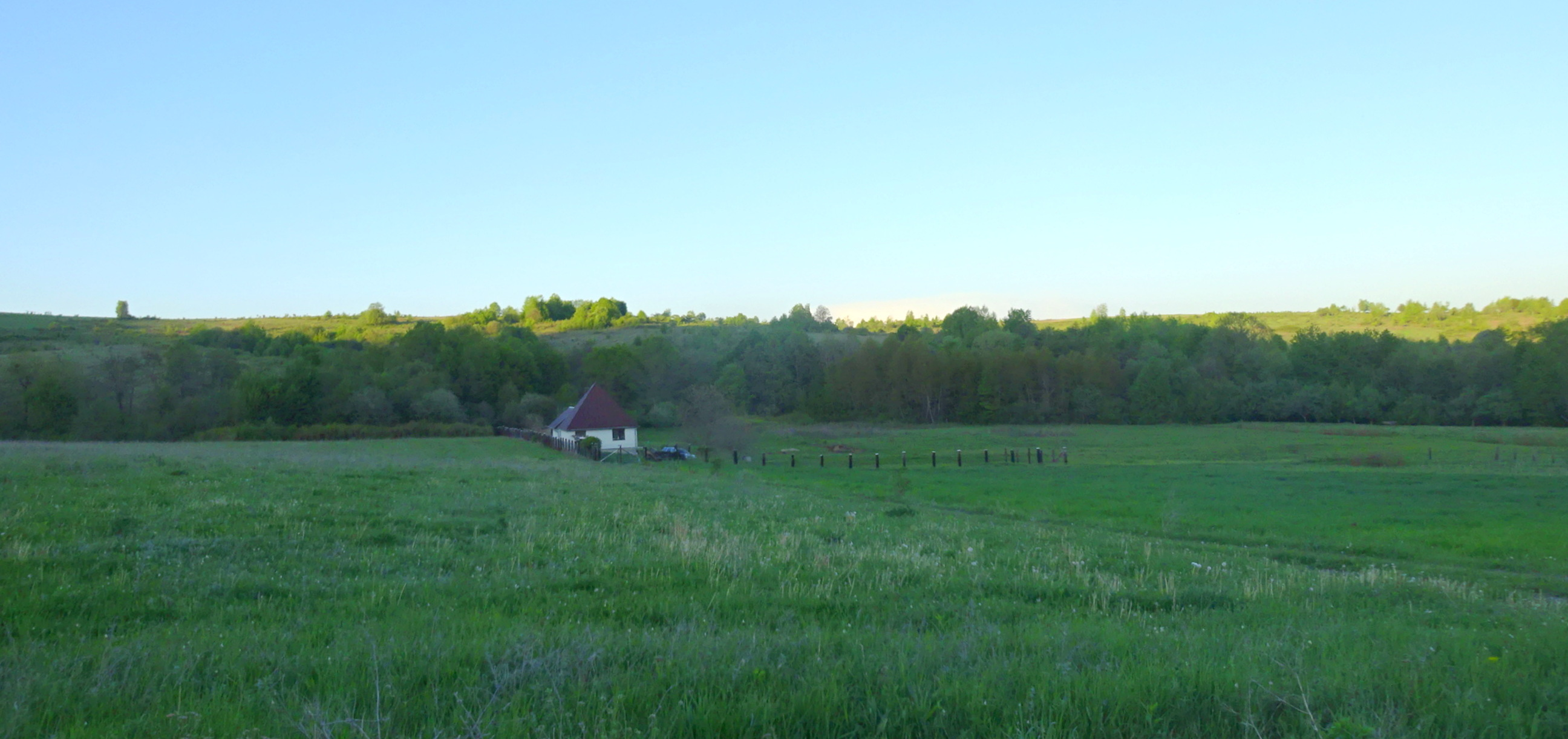
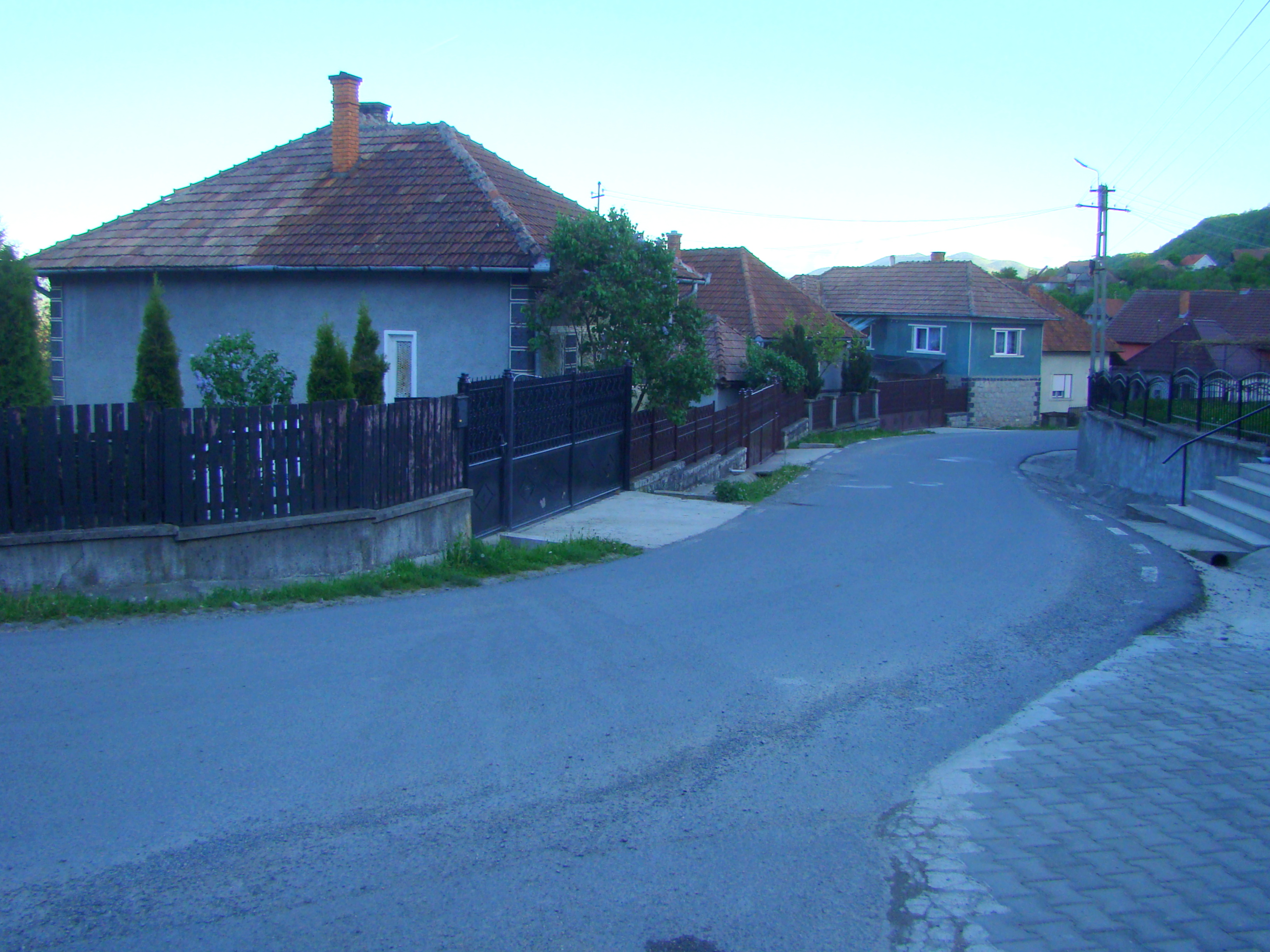
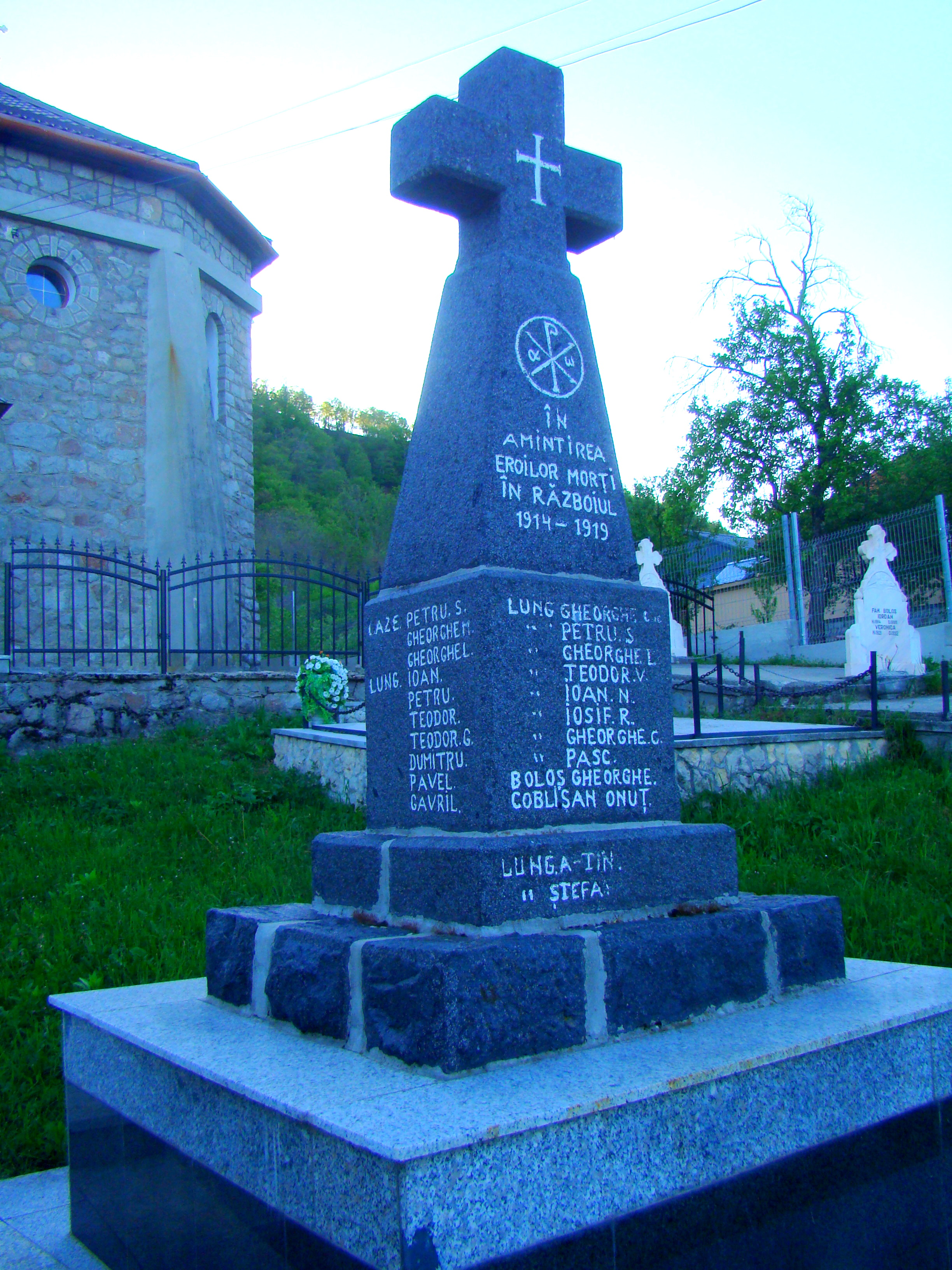
Monumentul eroilor din satul Hodișu
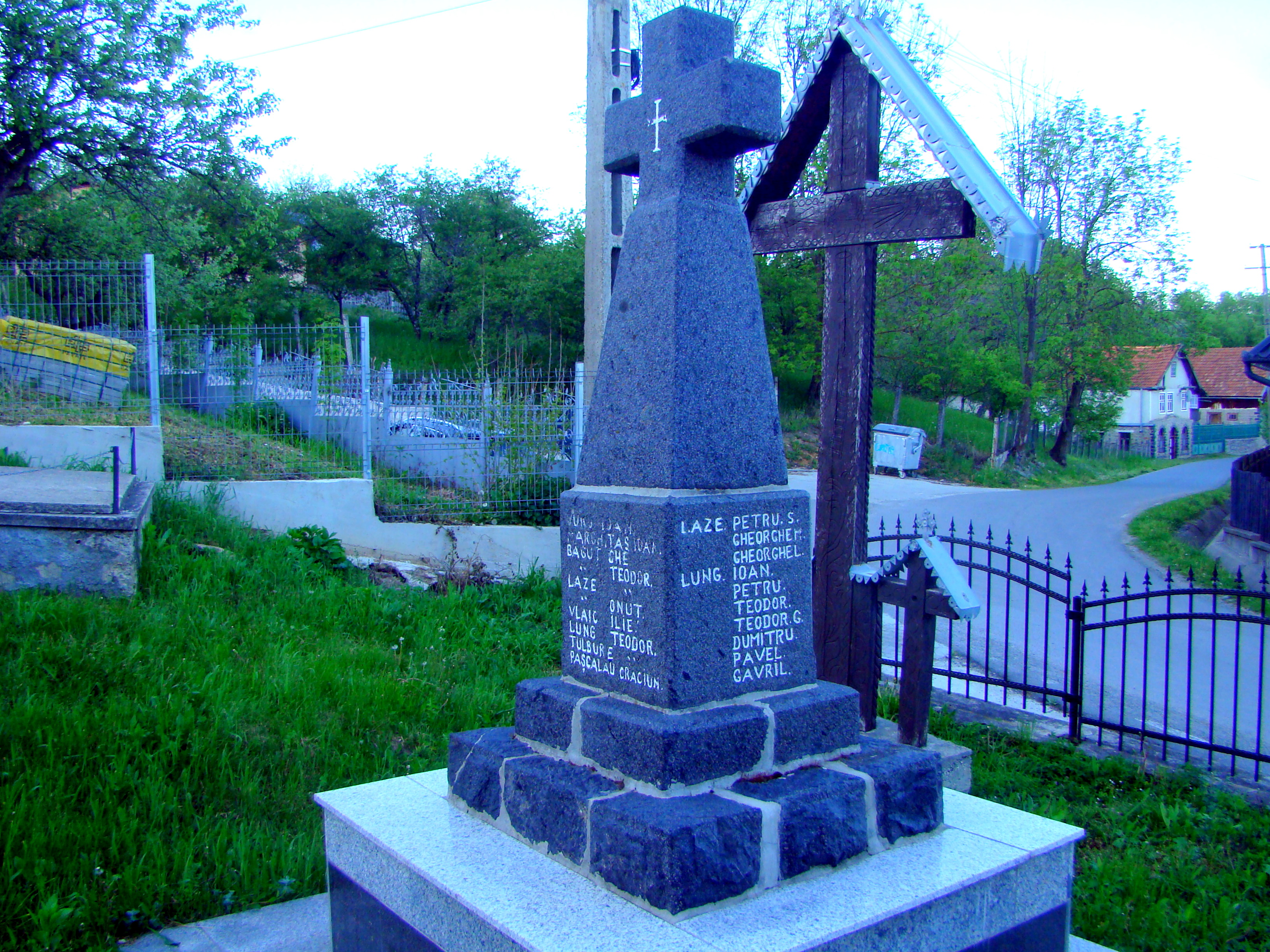
Monumentul eroilor din satul Hodișu
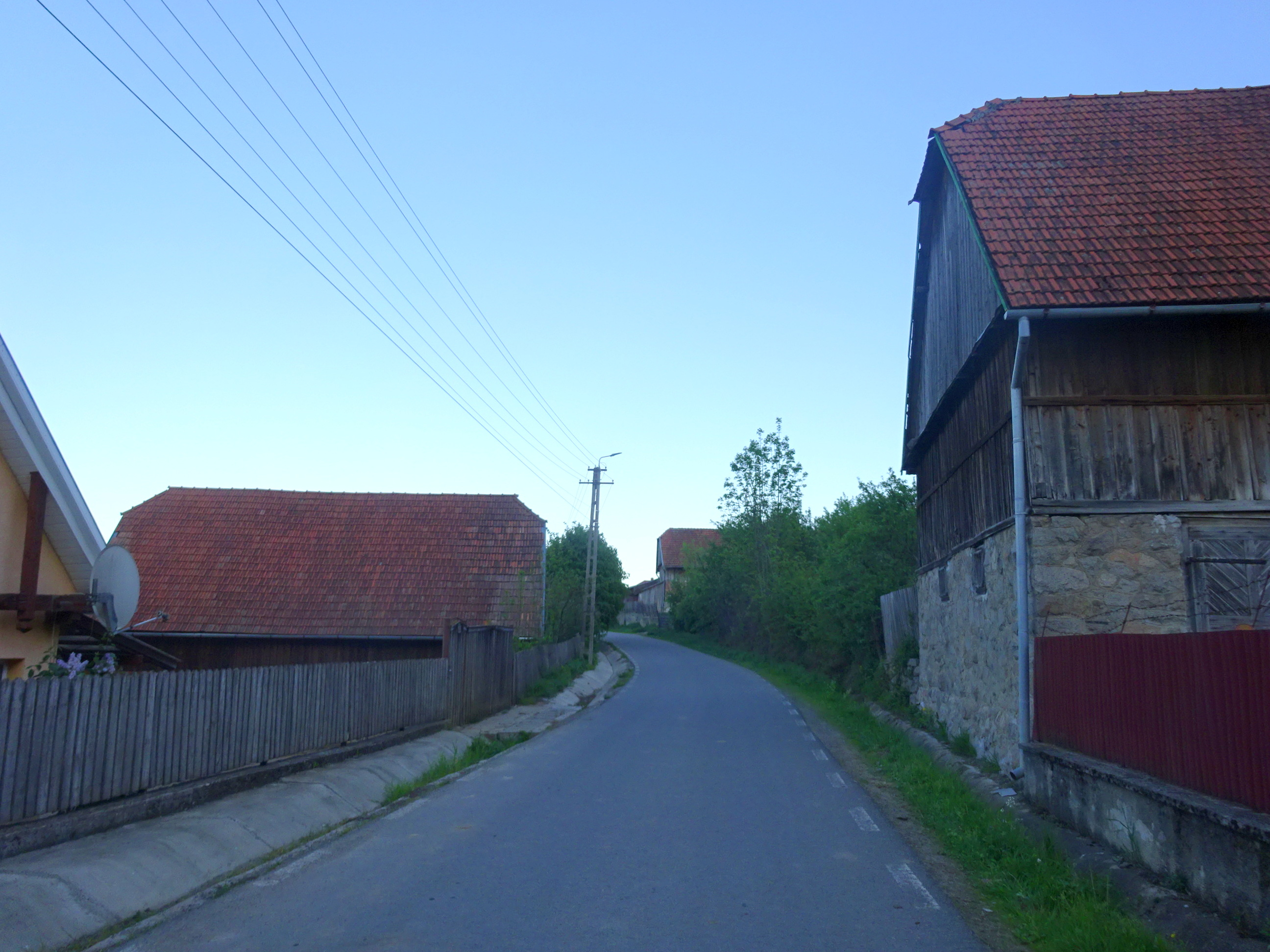
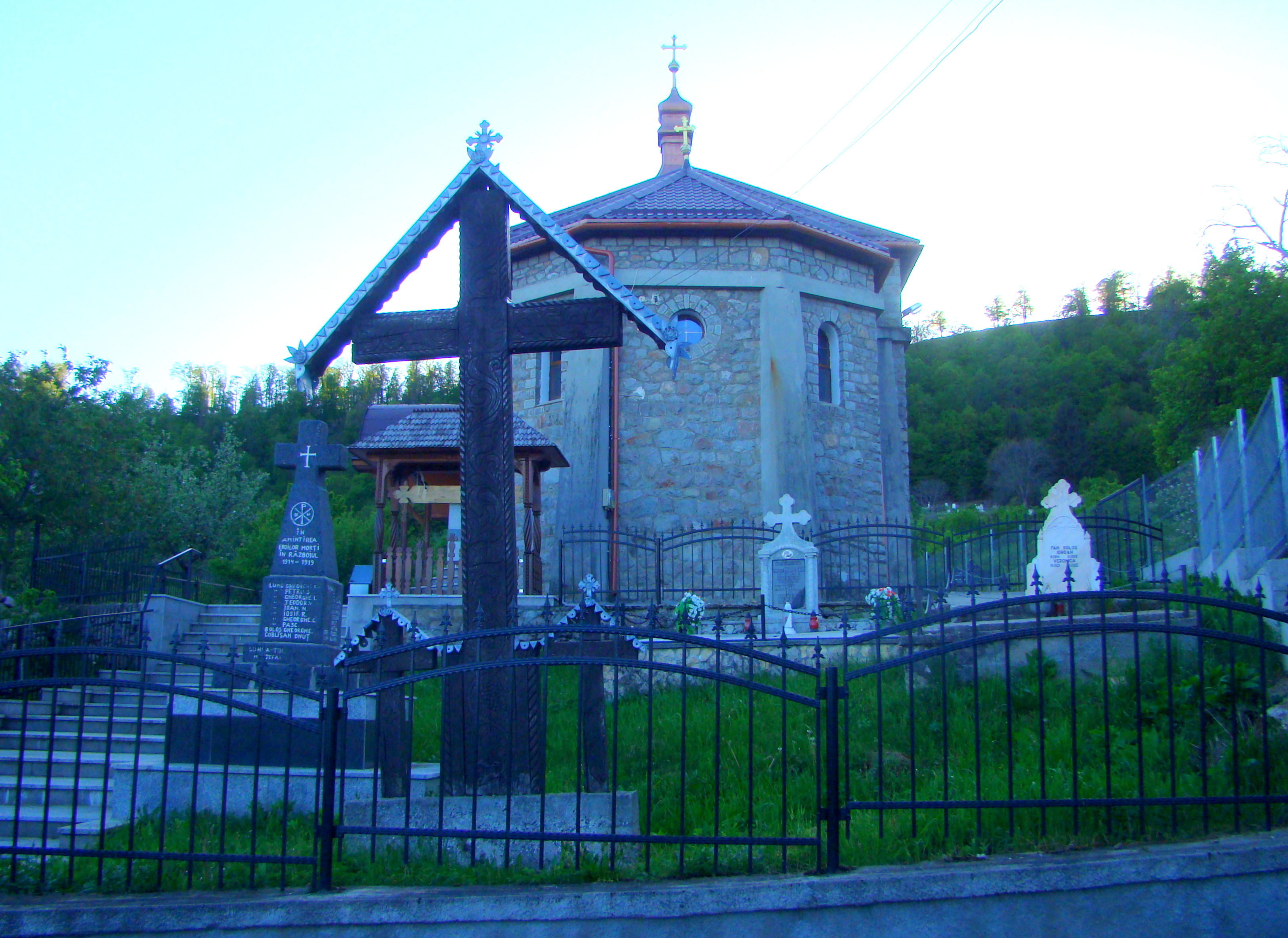
Biserica Înălțarea Sfintei Cruci din Hodișu (1934-1938)
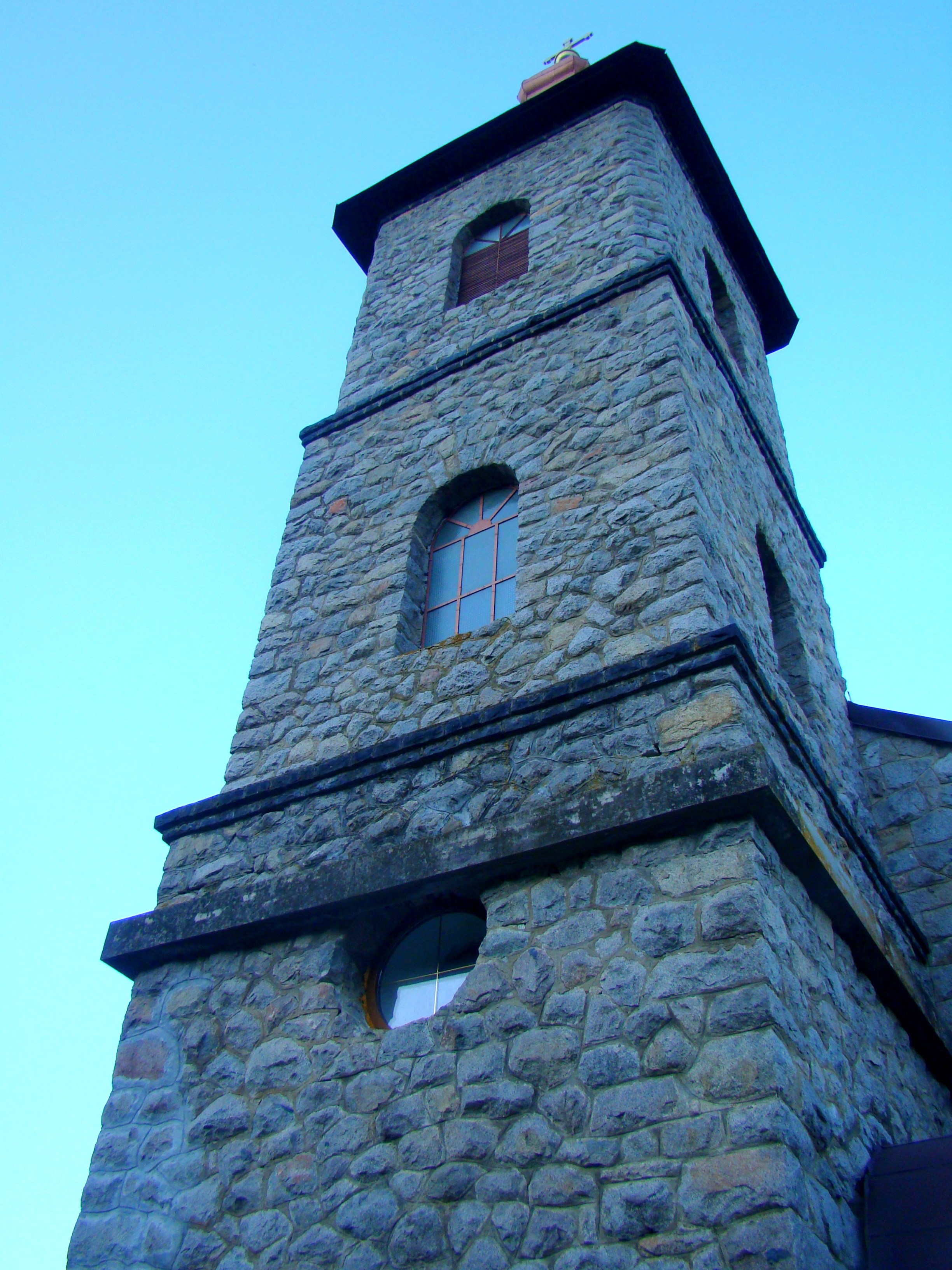
Turnul bisericii
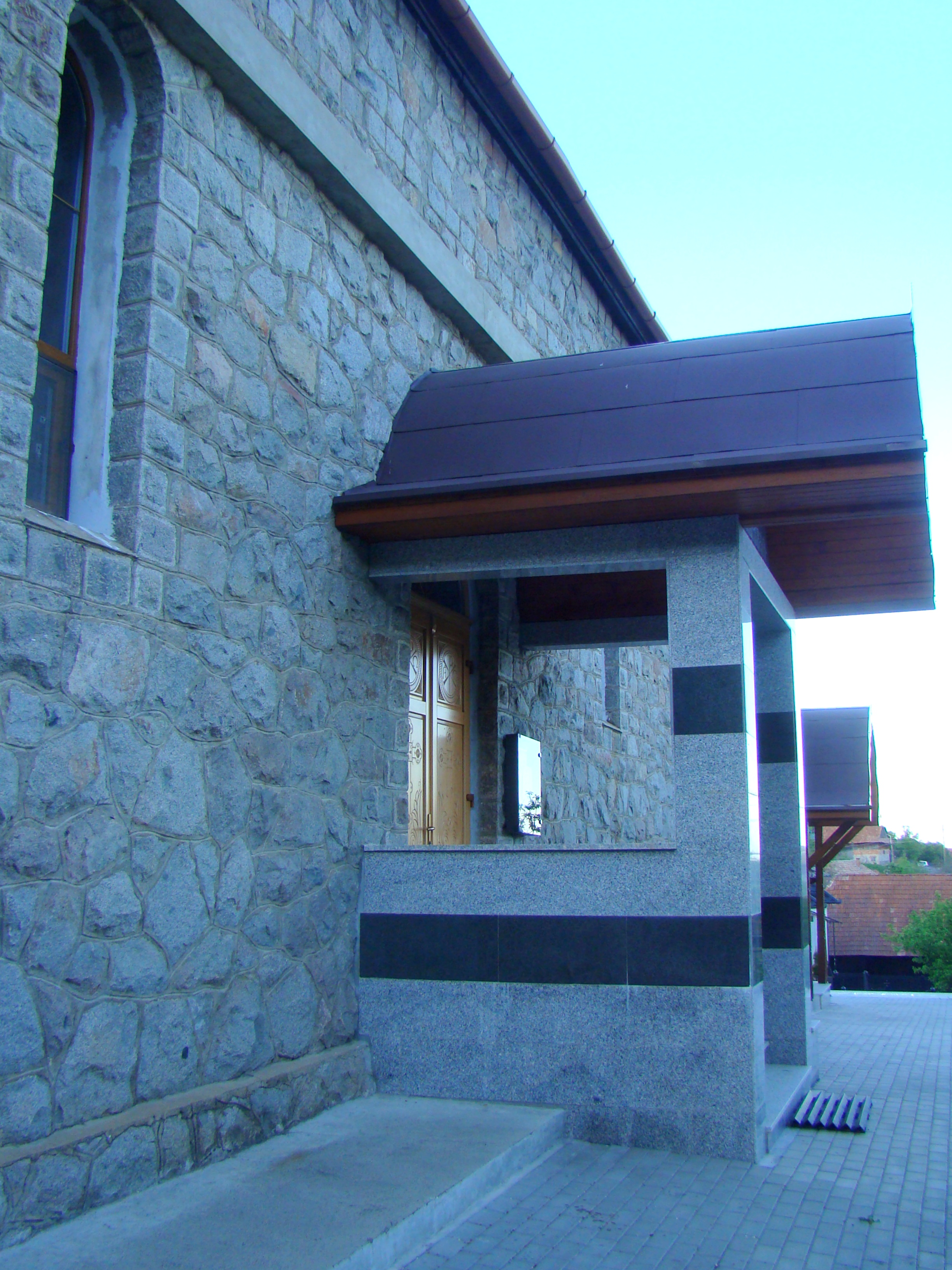
Intrarea de pe latura sudică
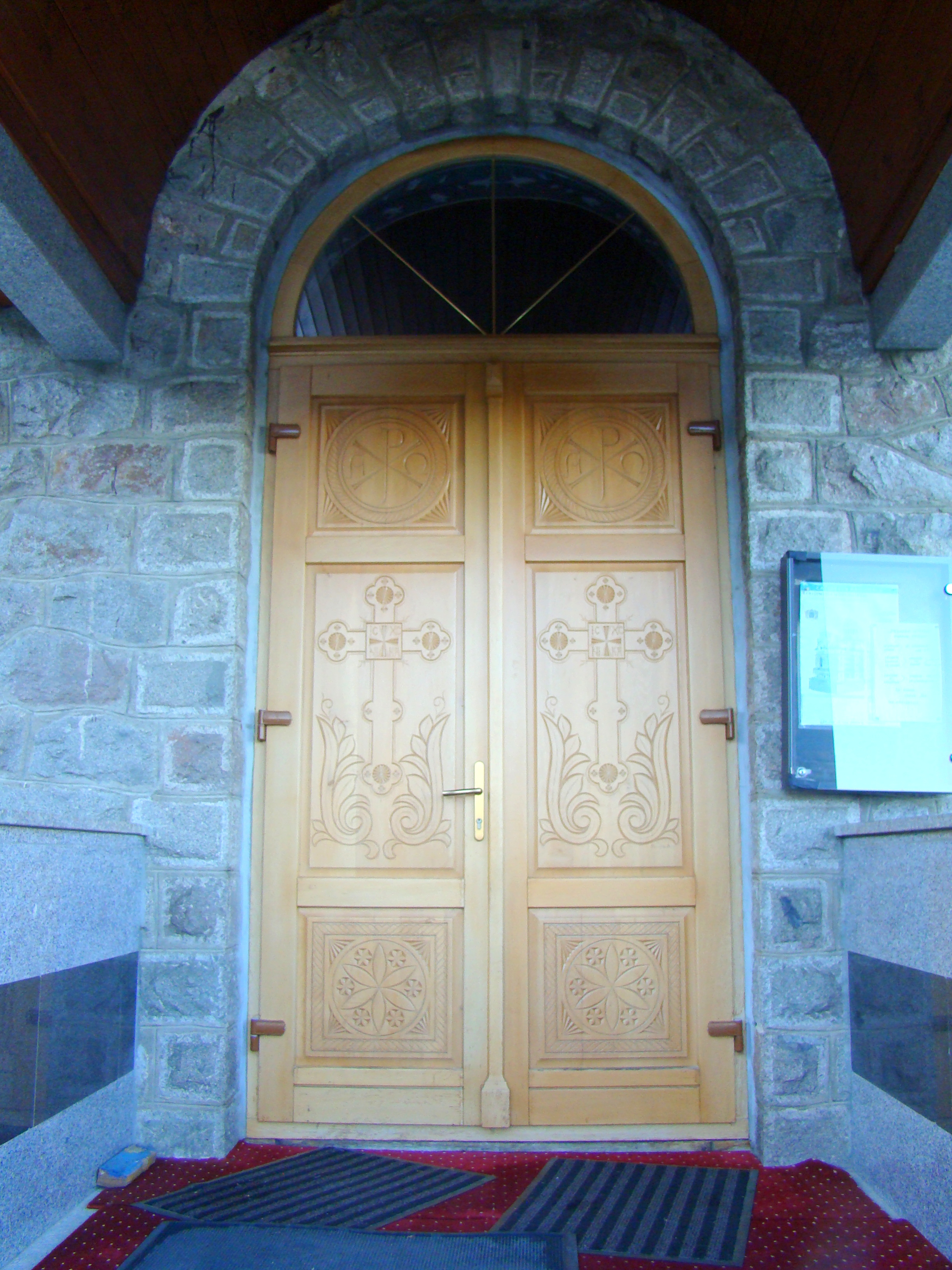
Intrarea de pe latura sudică
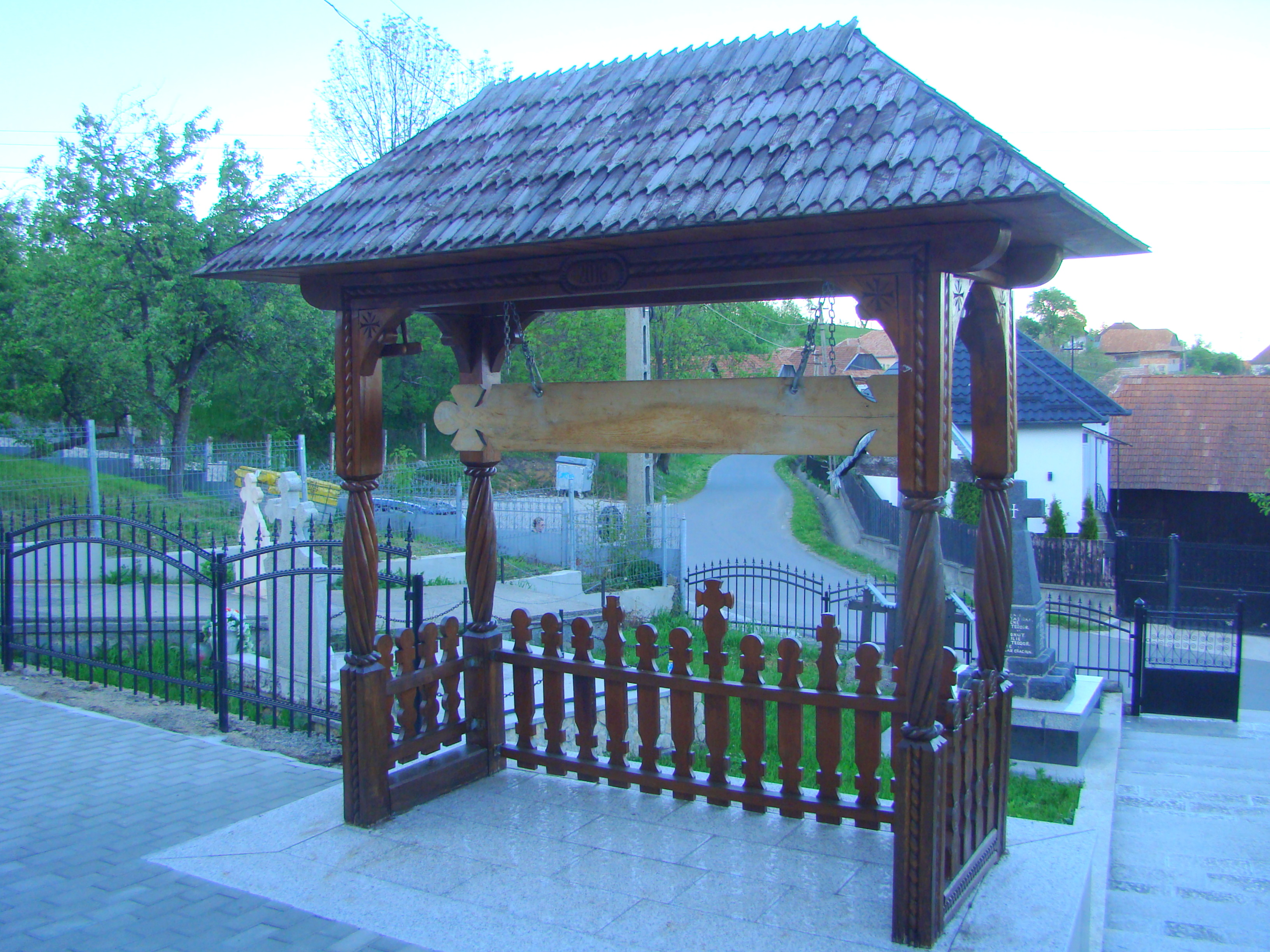
Toaca
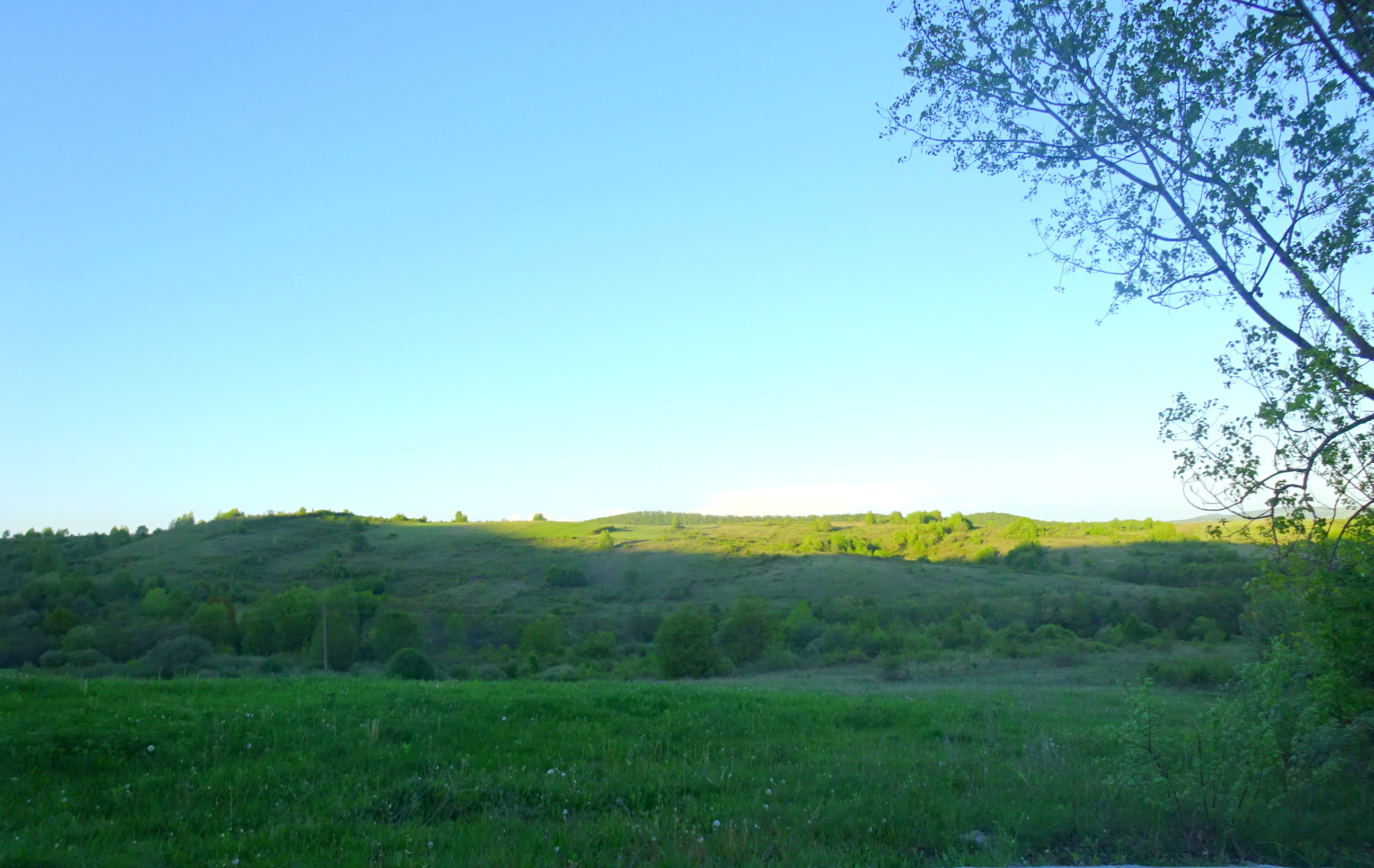
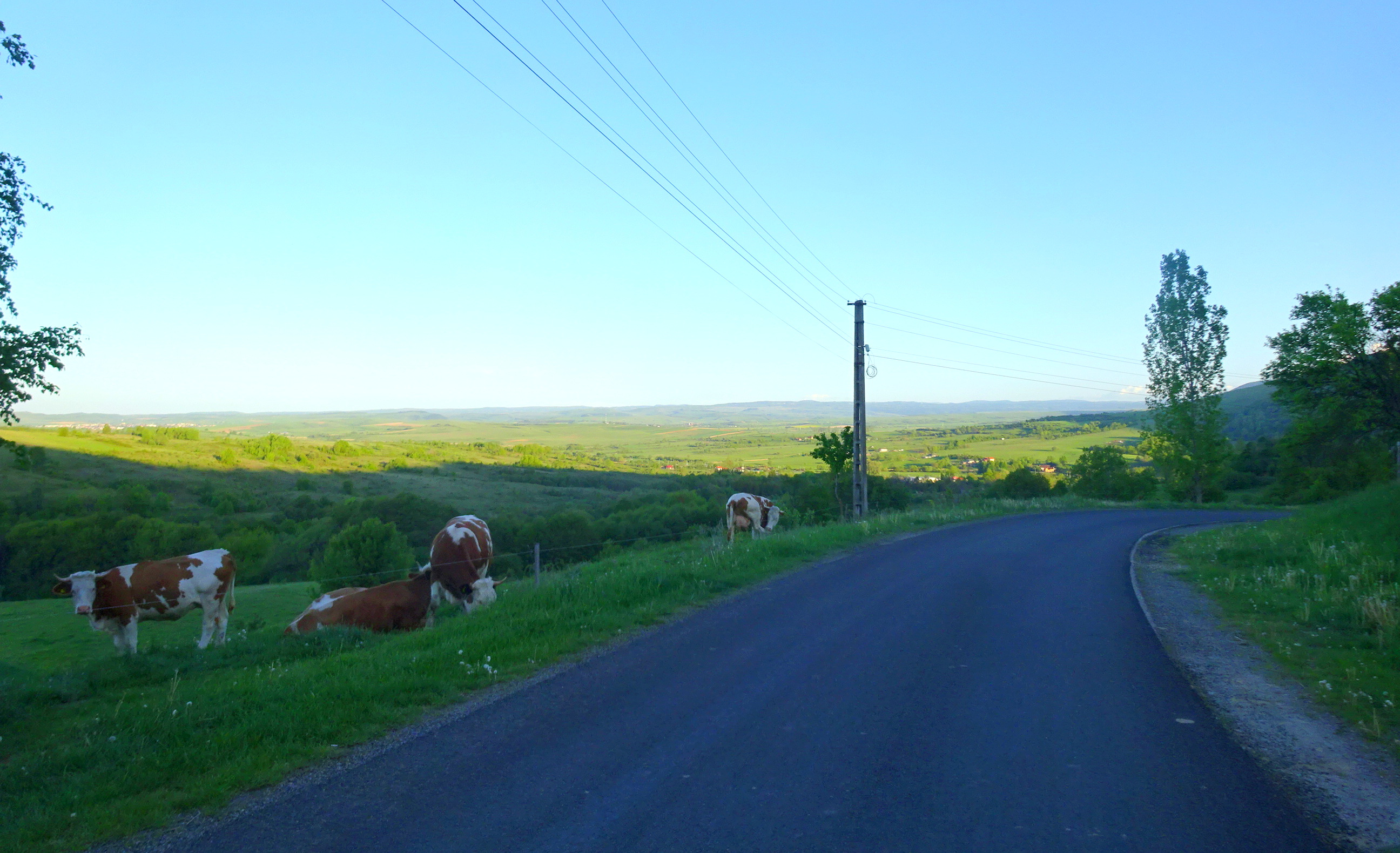
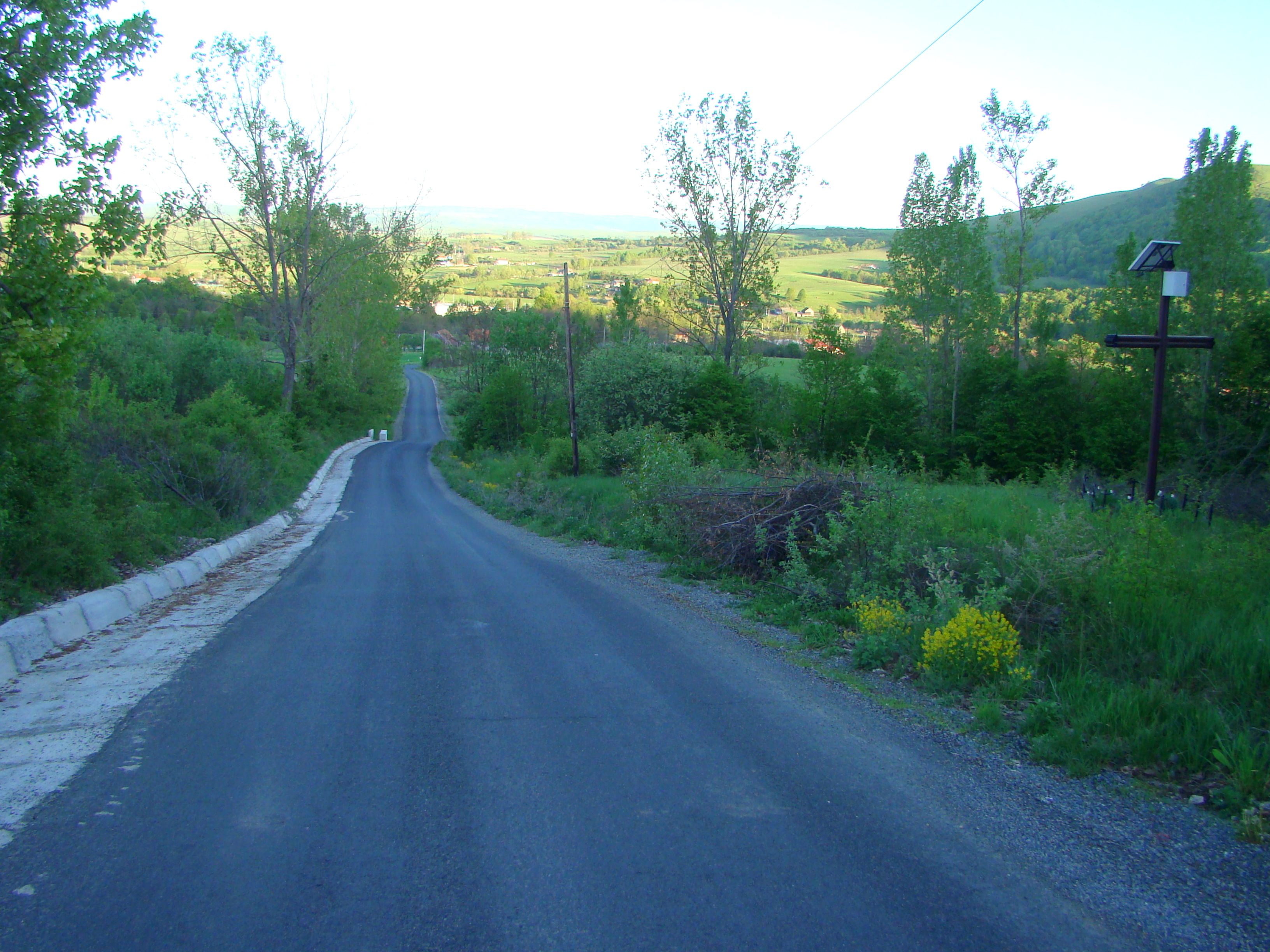
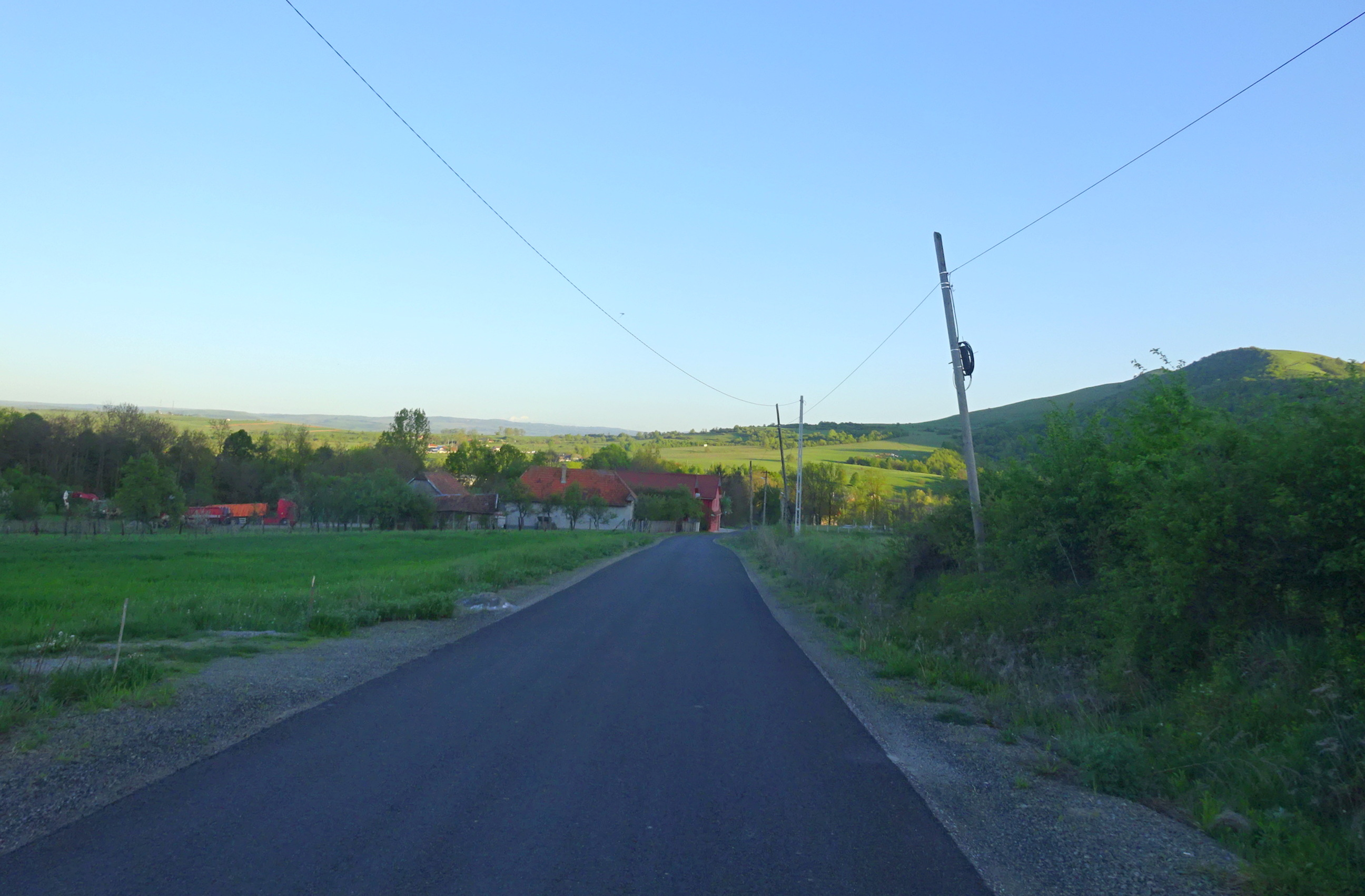